# Московский вестник (журнал)
«Моско́вский ве́стник» — историко-философский журнал, издавался в Москве с 1827 по 1830 год; сначала — по два номера в месяц, а с 1829 года — в виде сборника-альманаха.

## История
Журнал ставил своей целью «опираясь на твёрдые начала философии, представить России полную картину развития ума человеческого, картину, в которой она видела бы своё собственное предназначение». Философско-эстетическое направление журнала было обусловлено умственным подъёмом в тогдашних кружках образованной молодёжи, особенно увлекавшейся немецкой философией с Шеллингом во главе, а из поэтов — Гёте, под покровительство которого редакция прямо поставила своё издание. Мысль об издании журнала возникла ещё в 1824 году, в кружке С. Е. Раича, но была осуществлена только в 1827 году, когда удалось привлечь в число сотрудников А. С. Пушкина. Редактором был избран М. П. Погодин, соредактором — Н. М. Рожалин, который в том же году разошёлся с Погодиным и на место его был выбран С. П. Шевырёв; последний сохранял за собою это место до отъезда в Италию в 1829 году. 
Душой всего дела был Д. В. Веневитинов. Он дал направление журналу, ему принадлежит весьма замечательная программа, ему был обязан журнал сотрудничеством А. С. Пушкина. Отдел русской истории находился в руках Погодина, который вёл обстоятельный и отчётливый обзор исторических новостей. Н. С. Арцыбашевым были размещены в «Московском вестнике» «Замечания на историю Карамзина», наделавшие много шуму и косвенным образом способствовавшие прекращению журнала; сотрудничали ещё А. Х. Востоков, К. Ф. Калайдович, Снегирёв, П. М. Строев, А. И. Кошелёв, А. А. Башилов и др. 
Помещались и статьи по естествоведению — М. А. Максимовича, Д. М. Перевощикова и др. Стихотворный отдел блистал именами Пушкина (поместившего в «Московском вестнике» до 33 стихотворений), Е. А. Баратынского, А. С. Хомякова, Н. М. Языкова, Д. В. Давыдова, Ф. Н. Глинки, Д. В. Веневитинова и др. Отдел критики по первоначальному плану должен был находиться в заведовании Веневитинова и кн. Одоевского. Журнал не пользовался сочувствием публики: содержание его было слишком серьёзное для среднего круга читателей, а способ изложения — слишком сух и педантичен.

## Источник
- Московский Вестник, журнал // Энциклопедический словарь Брокгауза и Ефрона : в 86 т. (82 т. и 4 доп.). — СПб., 1890—1907.